# Intel 80286

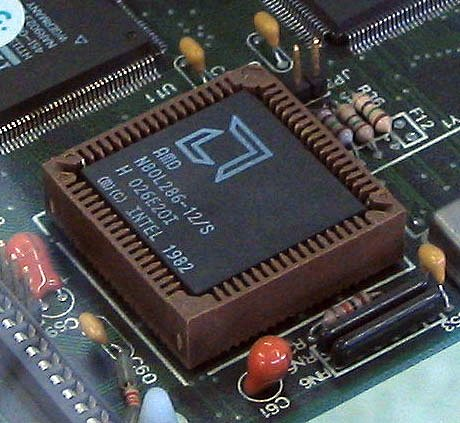
AMD 80286 / 12 MHz

Intel 80286 (oficiálně pojmenovaný iAPX 286) je 16bitový mikroprocesor
postavený na architektuře x86, který byl uveden Intelem 1. ledna 1982.
Původně běžel na 6 a 8 MHz, později byl dodatečně zrychlen až na 12,5 MHz (Intel),
16 MHz (ostatní výrobci), s chladičem až na 25 MHz.
Byl často používán v IBM PC a kompatibilních počítačích od poloviny 80. let až do začátku 90. let.
Oproti svému předchůdci 8086 přinesl možnost adresovat 16 MB chráněné paměti v tzv. chráněném režimu, což je předpoklad pro bezpečný multitasking.